# Adam Nawałka
Adam Nawałka (n. 23 septembrie 1957 în Cracovia) este un fost fotbalist polonez, în prezent antrenorul echipei naționale de fotbal a Poloniei.

## Cariera de jucător

### Club
Nawałka vine dintr-o familie de fotbaliști. Tatăl său, Adam, a jucat pentru echipa locală Orlęta [Vulturi] Rudawa. Nawałka și-a început cariera în 1969 la Wisla Cracovia. Debutul său în Ekstraklasa a fost pe 21 mai 1975. El a jucat de 190 de meciuri în primul eșalon polonez, în care a marcat 9 goluri.  El a jucat cea mai mare parte a carierei sale pentru Wisła Cracovia. A avut mai multe accidentări în toamna anului 1978, și în ciuda intervențiilor chirurgicale repetate, el a trebuit să se retragă din fotbal profesionist în 1984. În 1985 a plecat de la Wisla și a emigrat în Statele Unite, unde a jucat fotbal semi-profesionist la clubul polonezo-american Eagles, având pe lângă meseria de fotbalist și munci manuale precum curățarea crengilor copacilor de lângă liniile de înaltă tensiune. În 1990, el s-a întors în Polonia (care tocmai s-a eliberat de Comunism) și a început să vând Trabanturi (Germania de Est) cu motoare Volkswagen, până când a primit certificatul de antrenor în 1995.

### Echipa națională
El a jucat pentru echipa națională a Poloniei (34 meciuri) și a participat la Campionatul Mondial din 1978. La vârsta de 19 ani, el a jucat 90 de minute în fiecare meci cu excepția unuia. La sfârșitul turneului, el a fost ales în cea mai bună echipă a CM 1978.

## Cariera ca antrenor
Pe 26 octombrie 2013, poloneză FA președintele Zbigniew Boniek, a anunțat că Nawałka îl va înlocui Waldemar Fornalik, devenind noul antrenor al echipei naționale a Poloniei. La data numirii sale, Górnik Zabrze urcase în clasamentul Pimei Ligi Poloneze. El a rămas la Zabrze până la 1 noiembrie, și s-a axat pe echipa națională după meciul cu Cracovia. Pe 11 octombrie 2014, a înregistrat o victorie în fața Germaniei cu scorul de 2-0, în meciul din deplasare contând pentru calificările la Euro 2016, la Campionatul Mondial din 2018.

## Legături externe
- Profil de la 90minut.pl
- Profil de la national-football-teams.com
- Profil de la eu-football.info